# داتسون ۵۱۰
داتسون ۵۱۰ (Datsun ۵۱۰) خودرویی است که در سال‌های ۱۹۶۸ تا ۱۹۷۳ در ژاپن، تولید شده‌است. طراحی آن خودروهای موتور جلو-محور عقب بوده، وزن آن در حالت طبیعی ۲٬۱۸۴ پوند (۹۹۱ کیلوگرم)، است.